# North Dumdum
North Dum Dum est une ville indienne située dans le district de North 24 Parganas. Sa population en 2001 était 220 032 habitants.